# Amstelveen

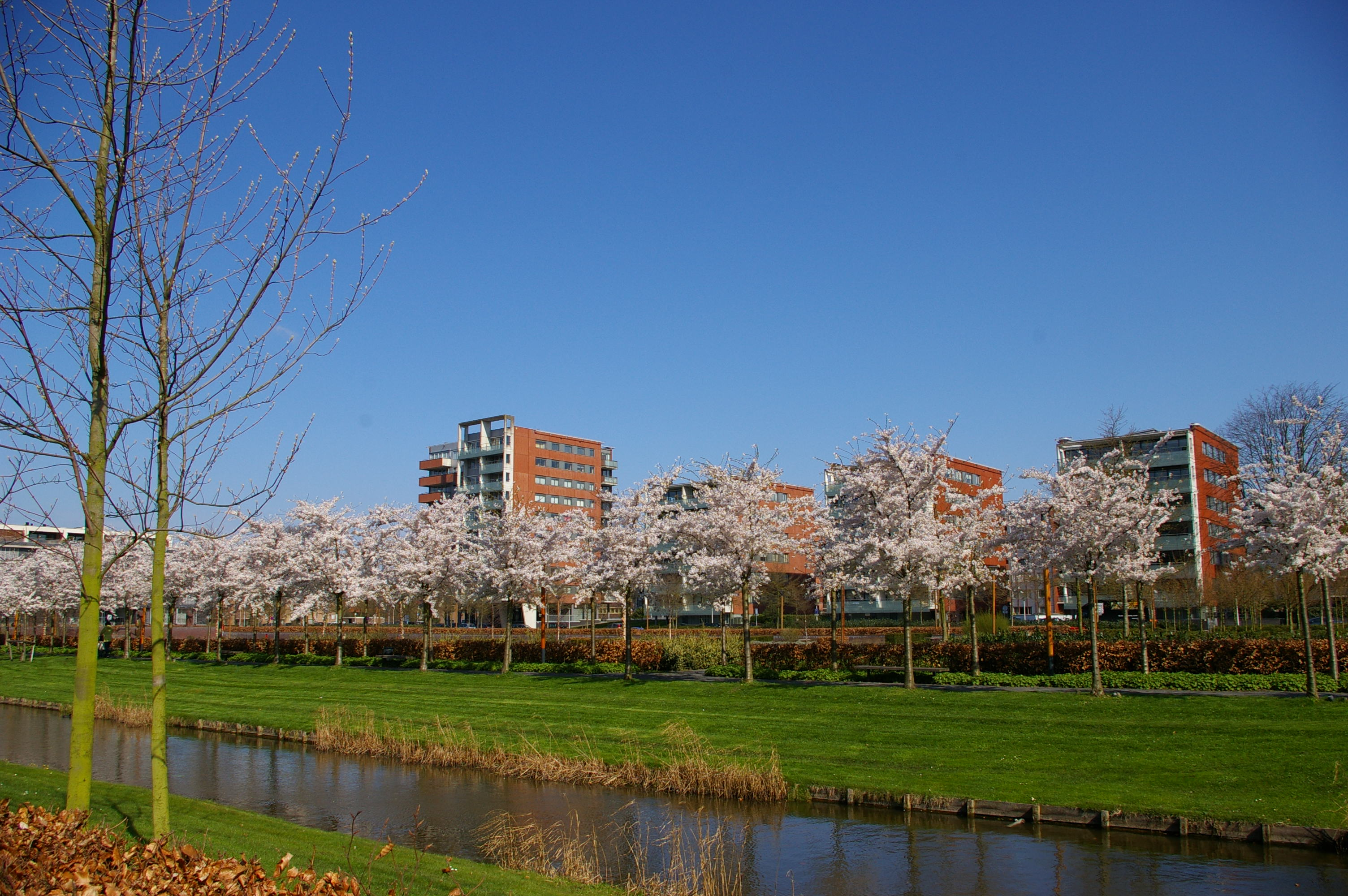
Bostadsområde i Amstelveen.

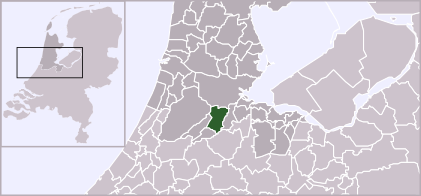
Lägeskarta

Amstelveen, stad och kommun i nordvästra Nederländerna i provinsen Noord-Holland. Kommunen har en area på 44,05 km² (vilket 2,49 km² utgörs av vatten) och en folkmängd på 79 190 invånare (2005).

## Ekonomi
Flygbolaget KLM har sitt säte i staden.

## Sport
Volleybollklubben TVC Amstelveen har (och föregångarna VV Martinus och AMVJ Amstelveen hade) sitt säte i staden.